# 12-es vízibusz (Velence)
A velencei 12-es (régebben Laguna Nord) jelzésű vízibusz a Fondamente Nove és Punta Sabbioni között közlekedik a lagúna északi szigeteinek érintésével. A viszonylatot az ACTV üzemelteti.

## Története
A mai 12-es elődje, az LN járat 2004-ben indult, a régi 12-es és a 14-es vízibusz összevonásával született.
2011-ben, a téli menetrend bevezetésével az LN járatot szétbontották, így a két rész visszakapta a régi, 12-es és 14-es számát.
A 12-es járat története:
| Időszak     | Járat- szám | Megállók |
| ----------- | ----------- | --- |
| 1978 – 1992 | 12          | Fondamente Nove – Murano (Faro) – Mazzorbo – Torcello – Burano – Treporti                                                                                                |
| 1978 – 1992 | 14          | Riva degli Schiavoni – Sant’Elena – Lido (Santa Maria Elisabetta) – Lido (San Nicolò) – Punta Sabbioni                                                                   |
| 1993 – 1997 | 12          | Fondamente Nove – Murano (Faro) – Mazzorbo – Torcello – Burano – Treporti                                                                                                |
| 1993 – 1997 | 14          | Riva degli Schiavoni – Lido (Santa Maria Elisabetta) – Lido (San Nicolò) – Punta Sabbioni                                                                                |
| 1998 – 2004 | 12          | Fondamente Nove – Murano (Faro) – Mazzorbo – Torcello – Burano – Treporti – Punta Sabbioni                                                                               |
| 1998 – 2004 | 14          | Riva degli Schiavoni – Lido (Santa Maria Elisabetta) – Lido (San Nicolò) – Punta Sabbioni                                                                                |
| 2004 – 2010 | LN          | San Zaccaria – Sant’Elena – Lido, Santa Maria Elisabetta – Lido, San Niccolò – Punta Sabbioni – Treporti – Burano – Torcello – Mazzorbo – Murano, Faro – Fondamente Nove |
| 2010 – 2011 | LN          | San Zaccaria – Lido, Santa Maria Elisabetta – Punta Sabbioni – Treporti – Burano – Torcello – Mazzorbo – Murano, Faro – Fondamente Nove                                  |
| 2011 – 2014 | 12          | Fondamente Nove – Murano Faro – Mazzorbo – Torcello – Burano – Treporti – Punta Sabbioni                                                                                 |
| 2011 – 2014 | 14          | San Zaccaria (Pietà) – Lido, Santa Maria Elisabetta – Punta Sabbioni |
| 2011 – 2014 | 14L         | Lido, Santa Maria Elisabetta – Punta Sabbioni |
| 2014 – ma   | 12          | Fondamente Nove – Murano Faro – Mazzorbo – Torcello – Burano – Treporti – Punta Sabbioni                                                                                 |
| 2014 – ma   | 14          | San Zaccaria (Pietà) – Lido, Santa Maria Elisabetta – Punta Sabbioni – Treporti – Burano                                                                                 |

## Megállóhelyei
| sz. | idő (perc) | megállóhely neve | sz. | idő (perc) | átszállási kapcsolatok                                                       | látnivalók                            |
| --- | ---------- | ---------------- | --- | ---------- | ---------------------------------------------------------------------------- | ------------------------------------- |
| 0   | 0          | Fondamente Nove  | 6   | 76         | 4.1, 4.2, 5.1, 5.2, 13, 22, M-LN, N-M, Alilaguna A, Alilaguna B, Alilaguna G | Gesuiti                               |
| 1   | 9          | Murano Faro      | 5   | 67         | 3, 4.1, 4.2, 7, 13, 18, N-LN, N-M, Colombina                                 | Faro, Stazione Sperimentale del Vetro |
| 2   | 34         | Mazzorbo         | 4   | 41         | N-LN                                                                         | Mazzorbo                              |
| 3   | 41         | Torcello         | 3   | 35         | 9, N-LN                                                                      | Torcello                              |
| 4   | 46         | Burano           | 2   | 30         | 9, 14, N-LN                                                                  | Burano                                |
| 5   | 61         | Treporti         | 1   | 14         | 13, 14, N-LN                                                                 | Treporti                              |
| 6   | 76         | Punta Sabbioni   | 0   | 0          | 14, 15, 17, 22, N-LN, Alilaguna G                                            | Punta Sabbioni (ATVO)                 |